# Astragalus gompholobium
Astragalus gompholobium är en ärtväxtart som beskrevs av Aleksandr Andrejevitj Bunge. Astragalus gompholobium ingår i släktet vedlar, och familjen ärtväxter. Inga underarter finns listade i Catalogue of Life.